# Juan del Encina

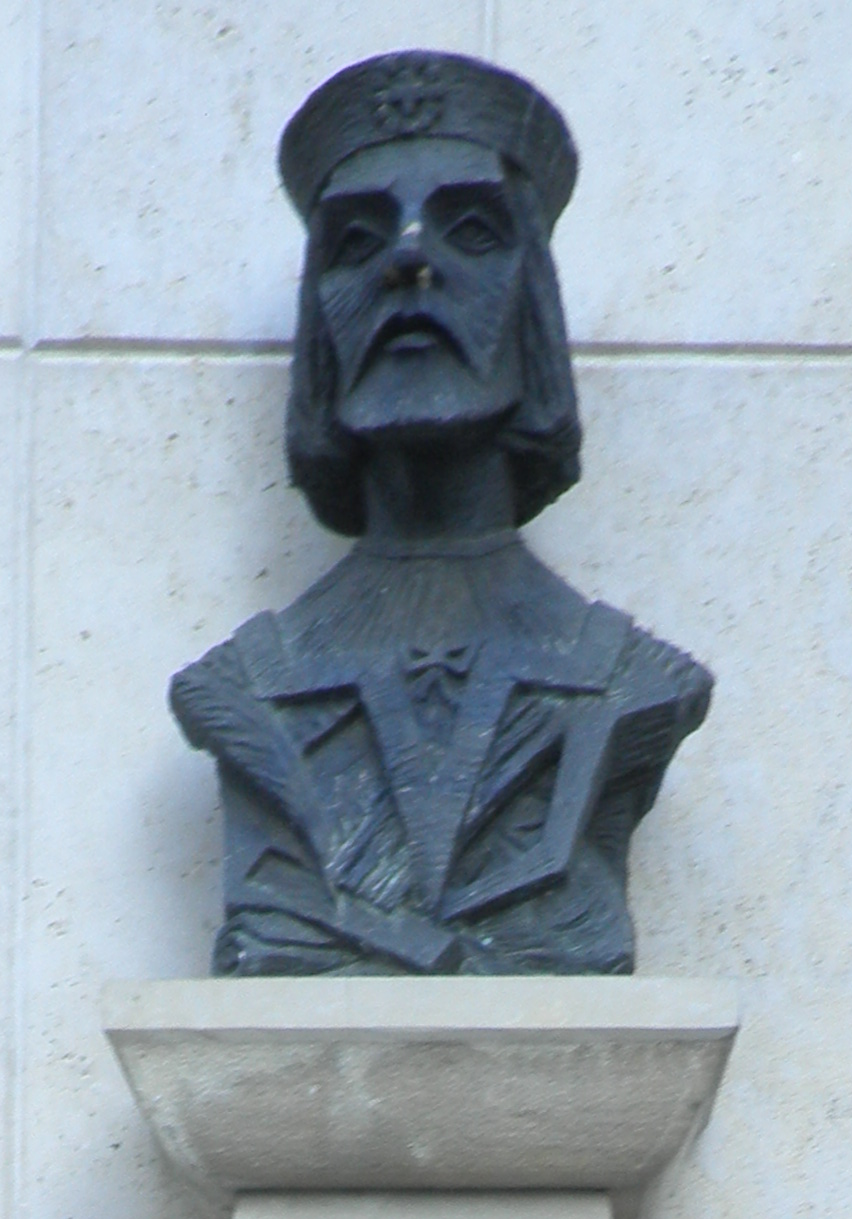
Moderne Büste zu Ehren von Juan de Fermoselle, später Juan del Encina in León

Juan de Fermoselle, später Juan del Encina (* 12. Juli 1468 in Fermoselle; † 1529 in León), war einer der bedeutenden spanischen Komponisten, Poeten und Dramatiker der Frührenaissance.

## Leben

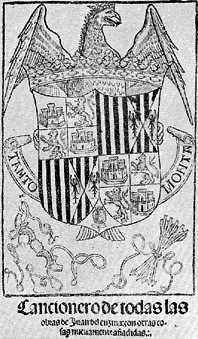
Titelblatt seiner Cancionero de Juan del Encina

Sein eigentlicher Geburtsort ist unklar, einige Historiker verlegen ihn nach Fermoselle (heute in der Provinz Zamora), andere in eine der Gemeinden in der Provinz Salamanca, die das spanische Wort „Encina“ für Steineiche in ihren Namen tragen, so die Orte Encina de San Silvestre oder La Encina. Er war eines von sieben Kindern des Juan de Fermoselle, eines Schuhmachers, und dessen Ehefrau. Er war der Bruder von Diego de Fermoselle, einem Hochschullehrer für Musik, und dem Priester Miguel de Fermoselle. Juan del Encina entstammte einer Familie später zwangsgetaufter spanischer Juden, die aufgrund des Alhambra-Edikts entweder das spanische Königreich, genauer alle Territorien der Krone von Kastilien und der Krone von Aragón, zum 31. Juli 1492 zu verlassen hatten oder aber bis dahin zum Christentum übergetreten seien mussten (siehe auch Geschichte der Juden in Spanien).
Er studierte an der Universität von Salamanca Rechtswissenschaften und unter der Anleitung des späteren Grammatikers Antonio de Nebrija Rhetorik und Latein.  Aber auch mit der Musik beschäftigte sich del Encina in Salamanca, er trat 1484 in den Kirchenchor der Kathedrale von Salamanca ein. Dieser Chor wurde zu jener Zeit, zwischen 1485 und 1498, von Fernando de Torrijos geleitet. Nach dem Tod von Torrijos strebte Encina zunächst die Position eines Chorleiters an, gab aber dann sein Vorhaben auf und verließ Spanien, um nach Italien gehen.
Im Jahr 1492 trat er in den Dienst des zweiten Herzogs von Alba, Fadrique Álvarez de Toledo, an dessen Hof er fortan für die Organisation von Feiern und für das Schreiben von Musikstücken verantwortlich war.
Ab dem Jahr 1500 lebte er in Rom, wo er die Gunst mehrerer Päpste genoss, darunter Alexander VI., Julius II. und Leo X. Juan del Encina reiste zwischen 1510 und 1519 mehrfach von Rom nach Spanien, um sich schließlich in León niederzulassen, wo er auch starb. Im Jahre 1534 wurden seine sterblichen Überreste in die Kathedrale von Salamanca überführt, wo sie sich bis heute befinden.

## Werke (Auswahl)
Dramen
- Aucto del repelón
- Égloga de Cristino y Febea
- Égloga de Fileno, Zambardo y Cardonio
- Égloga de las grandes lluvias
- Égloga de Mingo, Gil y Pascuala
- Égloga de Plácida y Vitoriano (1513)[5]
- Égloga representada en la mesma noche de Navidad
- Égloga representada en la noche de la Natividad
- Égloga representada en la noche postrera de Carnal
- Égloga representada en requesta de unos amores
- Égloga representada la mesma noche de Antruejo
- Representación a la santíssima Resurrección de Cristo
- Representación de la Passión y muerte de Nuestro Redentor
- Representación sobre el poder del Amor.

Lyrik

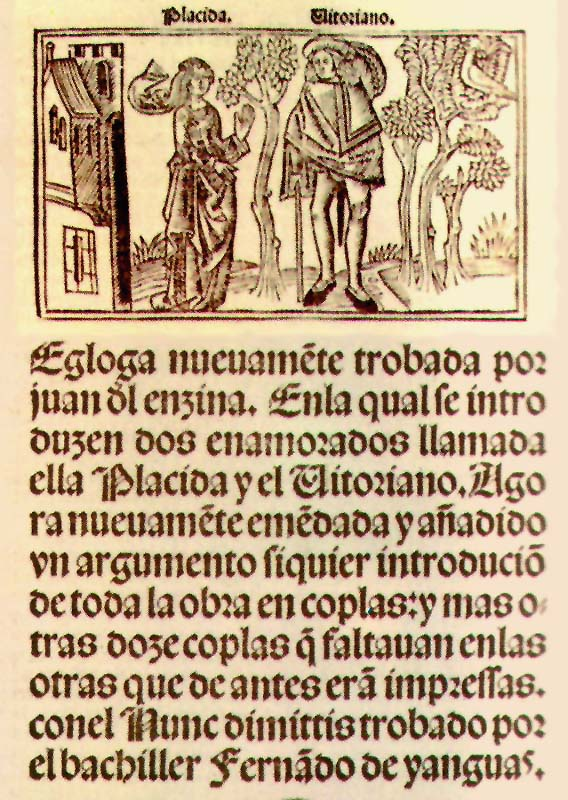
Titelblatt der Égloga de Plácida y Vitoriano (1513).

- Cancionero de Juan del Encina: primera edición, Salamanca, 1496; Sevilla, 1501; Burgos, 1505; Salamanca, 1507; Zaragoza, 1512; Zaragoza, 1516, etc.; reimpresión facsímil de la primera, Madrid, Real Academia Española, 1989. Contiene:
  - Arte de poesía castellana
  - Paráfrasis de las Églogas de Virgilio
  - Poesías religiosas y devotas
  - Poemas alegóricos:
    - El triunfo de la Fama
    - El triunfo del Amor
    - Tragedia trovada a la dolorosa muerte del príncipe don Juan

  - Poesías de amores y de burlas
  - Glosas y villancicos
  - Representaciones dramáticas, incluidas en el apartado de teatro.